# Paseo Bosetti
El Paseo Bosetti es una vía de exclusivo uso peatonal enclavada en el centro de Posadas, provincia de Misiones, Argentina, entre la Calle Bolívar y la Calle Buenos Aires en sentido norte a oeste, asimismo en sus dos extremidades se encuentran estaciones de ómnibus y taxis. Es considerada un paseo cultural de referencia más activo del centro de la ciudad.

## Historia
El Paseo Bosetti es un patrimonio arquitectónico, histórico y cultural de la ciudad, pensado como bastión de la cultura popular.
Al lado de este paseo posadeño se encuentra el Palacio del Mate. Cuando se inauguró el Paseo Bosetti, en el predio del primigenio Mercado Municipal, por primera vez el Museo Areco y el Palacio del Mate tuvieron comunicación interna entre sí. Esta plaza seca también facilitó el acceso al Museo Municipal de Bellas Artes Lucas Braulio Areco - Palacio del Mate desde las calles Buenos Aires y Bolívar. A través de la Ordenanza n.º 50, con fecha 23 de mayo de 1996, Decreto n.º 529 del 31 de mayo del mismo año, se declaró «Patrimonio Histórico Cultural y Arquitectónico de la ciudad de Posadas», al edificio del Palacio del Mate y su obra contigua. 
El Paseo Bosetti permite contemplar la revalorización de lo histórico- cultural a través de la incorporación de paneles realizados por artistas plásticos que retratan la historia de la ciudad, así como de la identidad misionera reforzada en el singular monumento al Matero, de Gerónimo Rodríguez. Cuenta con una conexión directa con el Palacio del Mate y el Museo de Bellas Artes. Actualmente se han levantado vistosos puestos para que los artesanos ofrezcan sus productos al visitante y los fines de semana se desarrollan espectáculos artísticos. 
El predio fue donado por la familia Bosetti a la ciudad de Posadas. Este espacio fue revalorizado con la instalación de artesanos y frecuentes actos culturales.